# Partido Verde da Coreia
O Partido Verde da Coreia (Green Party Korea) é um partido político da Coreia do Sul. O partido foi estabelecido em março de 2012, como herança do Korea Greens, na sequência das discussões iniciais em 2011, após a crise nuclear de Fukushima. O Partido Verde da Coreia é membro do Global Verde e da Federação dos Verdes da Ásia-Pacífico.